# گروسفهن
گروسفهن (به آلمانی: Großefehn) یک شهر در آلمان است که در آوریش واقع شده‌است. گروسفهن ۱۳٬۱۹۱ نفر جمعیت دارد.